# イバン・アソン
イバン・アソン・モンソン（Iván Azón Monzón、2002年12月24日 - ）は、スペイン・アラゴン州サラゴサ出身のサッカー選手。コモ1907所属。ポジションはFW。

## クラブ経歴
アラゴン州のサラゴサに生まれ、2016年にレアル・サラゴサのカンテラへ入団した。2020-21シーズンにBチームデビューを果たしたが、シーズン終了を待たずにトップチームへ招集されるようになり、2020年11月8日、セグンダ・ディビシオンのCDテネリフェ戦でトップチームデビューを果たした。
2021年1月14日、クラブとの契約を2024年6月末まで延長したことが発表された。
2025年2月3日、コモ1907に移籍した。